# Crocidura serezkyensis
Crocidura serezkyensis is een zoogdier uit de familie van de spitsmuizen (Soricidae). De wetenschappelijke naam van de soort werd voor het eerst geldig gepubliceerd door Laptev in 1929.